# Sybra ochreomaculithorax
Sybra ochreomaculithorax är en skalbaggsart som beskrevs av Stefan von Breuning 1966. Sybra ochreomaculithorax ingår i släktet Sybra och familjen långhorningar.
Artens utbredningsområde är Filippinerna. Inga underarter finns listade i Catalogue of Life.